# Biwia springeri
Espèce
Biwia springeri (ou Abbottina springeri) est une espèce de poisson du genre Biwia (selon FishBase) ou Abbottina (selon ITIS), appartenant à la famille des Cyprinidés.

## Répartition
Cette espèce vit uniquement en Corée du Nord et à Busan, en Corée du Sud.